# Élections cantonales de 2004 dans l'Aube
Les élections cantonales ont eu lieu les 21 et 28 mars 2004.
Lors de ces élections, 17 des 33 cantons de l'Aube ont été renouvelés. Elles ont vu la reconduction de la majorité Divers droite dirigée par Philippe Adnot, président du conseil général depuis 1990.

## Résultats à l’échelle du département
Répartition départementale des résultats (2e tour).
- PCF (7,2 %)
- PS (26,09 %)
- DVG (3,29 %)
- UMP (30,31 %)
- UDF (3,03 %)
- DVD (20,9 %)
- FN (9,19 %)

| Étiquette      | Étiquette                          | Premier tour | Premier tour | Second tour | Second tour | Sièges |
| Étiquette      | Étiquette                          | Voix         | %            | Voix        | %           | Sièges |
| -------------- | ---------------------------------- | ------------ | ------------ | ----------- | ----------- | ------ |
|                | Parti socialiste                   | 9 462        | 16,43        | 14 282      | 26,09       | 1      |
|                | Parti communiste français          | 4 907        | 8,52         | 3 943       | 7,20        | 2      |
|                | Extrême gauche                     | 2 306        | 4,00         |             |             |        |
|                | Divers gauche                      | 1 255        | 2,18         | 1 799       | 3,29        | 0      |
|                | Les Verts                          | 918          | 1,59         |             |             |        |
| Gauche         | Gauche                             | 18 848       | 32,72        | 20 024      | 36,58       | 3      |
|                |                                    |              |              |             |             |        |
|                | Divers droite                      | 13 046       | 22,65        | 11 439      | 20,90       | 7      |
|                | Union pour un mouvement populaire  | 11 689       | 20,29        | 16 593      | 30,31       | 6      |
|                | Front national                     | 10 067       | 17,48        | 5 030       | 9,19        | 0      |
|                | Union pour la démocratie française | 3 196        | 5,55         | 1 656       | 3,03        | 1      |
| Droite         | Droite                             | 37 998       | 65,97        | 34 718      | 63,43       | 14     |
|                |                                    |              |              |             |             |        |
|                | Écologistes divers                 | 754          | 1,31         |             |             |        |
|                |                                    |              |              |             |             |        |
| Inscrits       | Inscrits                           | 96 866       | 100,00       | 89 825      | 100,00      |        |
| Abstention     | Abstention                         | 37 198       | 38,40        | 31 821      | 35,43       |        |
| Votants        | Votants                            | 59 668       | 61,60        | 58 004      | 64,57       |        |
| Blancs et nuls | Blancs et nuls                     | 2 068        | 3,47         | 3 262       | 5,62        |        |
| Exprimés       | Exprimés                           | 57 600       | 96,53        | 54 742      | 94,38       |        |

## Résultats par canton

### Canton d'Arcis-sur-Aube
| Candidats      | Candidats       | Étiquette      | Premier tour | Premier tour | Second tour | Second tour |
| Candidats      | Candidats       | Étiquette      | Voix         | %            | Voix        | %           |
| -------------- | --------------- | -------------- | ------------ | ------------ | ----------- | ----------- |
|                | Joseph Gradassi | DVD            | 895          | 22,02        | 1 318       | 31,14       |
|                | Bernard Laval   | DVD            | 884          | 21,75        | 1 201       | 28,38       |
|                | Serge Lardin*   | UMP            | 869          | 21,38        | 1 054       | 24,91       |
|                | Guy Viala       | FN             | 693          | 17,05        | 659         | 15,57       |
|                | Claude Maitrot  | DVG            | 545          | 13,41        |             |             |
|                | Marc Joudelat   | EXG            | 178          | 4,38         |             |             |
|                |                 |                |              |              |             |             |
| Inscrits       | Inscrits        | Inscrits       | 6 570        | 100,00       | 6 570       | 100,00      |
| Abstention     | Abstention      | Abstention     | 2 350        | 35,77        | 2 081       | 31,67       |
| Votants        | Votants         | Votants        | 4 220        | 64,23        | 4 489       | 68,33       |
| Blancs et nuls | Blancs et nuls  | Blancs et nuls | 156          | 3,70         | 257         | 5,73        |
| Exprimés       | Exprimés        | Exprimés       | 4 064        | 96,30        | 4 232       | 94,27       |

*sortant

### Canton de Bouilly
| Candidats      | Candidats            | Étiquette      | Premier tour | Premier tour | Second tour | Second tour |
| Candidats      | Candidats            | Étiquette      | Voix         | %            | Voix        | %           |
| -------------- | -------------------- | -------------- | ------------ | ------------ | ----------- | ----------- |
|                | Patrick Vignez       | UMP            | 1 205        | 26,13        | 1 944       | 39,58       |
|                | Daniel Lebeau        | PS             | 1 070        | 23,20        | 2 048       | 41,70       |
|                | Jean-Pierre Picasse  | FN             | 886          | 19,21        | 919         | 18,71       |
|                | Daniel Ruinet        | DVD            | 354          | 7,68         |             |             |
|                | Patricia Aubertin    | Verts          | 350          | 7,59         |             |             |
|                | Jean-Jacques Laurent | PCF            | 253          | 5,49         |             |             |
|                | Dolly Fevre          | DVD            | 186          | 4,03         |             |             |
|                | Alice Lebeau         | EXG            | 161          | 3,49         |             |             |
|                | Hervé Faupin         | DVD            | 147          | 3,19         |             |             |
|                |                      |                |              |              |             |             |
| Inscrits       | Inscrits             | Inscrits       | 7 301        | 100,00       | 7 304       | 100,00      |
| Abstention     | Abstention           | Abstention     | 2 501        | 34,26        | 2 203       | 30,16       |
| Votants        | Votants              | Votants        | 4 800        | 65,74        | 5 101       | 69,84       |
| Blancs et nuls | Blancs et nuls       | Blancs et nuls | 188          | 3,92         | 190         | 3,72        |
| Exprimés       | Exprimés             | Exprimés       | 4 612        | 96,08        | 4 911       | 96,28       |

### Canton de Brienne-le-Château
| Candidats      | Candidats         | Étiquette      | Premier tour | Premier tour | Second tour | Second tour |
| Candidats      | Candidats         | Étiquette      | Voix         | %            | Voix        | %           |
| -------------- | ----------------- | -------------- | ------------ | ------------ | ----------- | ----------- |
|                | Nicolas Dhuicq    | UMP            | 1 550        | 40,95        | 2 036       | 53,28       |
|                | Bernard Mathieu   | PS             | 963          | 25,44        | 1 785       | 46,72       |
|                | Patrick Blond     | FN             | 553          | 14,61        |             |             |
|                | Jean Hampe        | PCF            | 322          | 8,51         |             |             |
|                | Hervé Chambon     | DVD            | 207          | 5,47         |             |             |
|                | Pascal Verdier    | Verts          | 102          | 2,69         |             |             |
|                | Élisabeth Cardoso | EXG            | 88           | 2,32         |             |             |
|                |                   |                |              |              |             |             |
| Inscrits       | Inscrits          | Inscrits       | 5 728        | 100,00       | 5 727       | 100,00      |
| Abstention     | Abstention        | Abstention     | 1 802        | 31,46        | 1 656       | 28,92       |
| Votants        | Votants           | Votants        | 3 926        | 68,54        | 4 071       | 71,08       |
| Blancs et nuls | Blancs et nuls    | Blancs et nuls | 141          | 3,59         | 250         | 6,14        |
| Exprimés       | Exprimés          | Exprimés       | 3 785        | 96,41        | 3 821       | 93,86       |

### Canton de la Chapelle-Saint-Luc
| Candidats      | Candidats                | Étiquette      | Premier tour | Premier tour | Second tour | Second tour |
| Candidats      | Candidats                | Étiquette      | Voix         | %            | Voix        | %           |
| -------------- | ------------------------ | -------------- | ------------ | ------------ | ----------- | ----------- |
|                | Marie-Françoise Pautras* | PCF            | 1 291        | 38,45        | 1 784       | 48,62       |
|                | Jean-Pierre Abel         | DVD            | 1 108        | 33,00        | 1 302       | 35,49       |
|                | Marie-Pierre Subtil      | FN             | 606          | 18,05        | 583         | 15,89       |
|                | Pierre Bissey            | EXG            | 195          | 5,81         |             |             |
|                | Francis Grisonnet        | EXG            | 81           | 2,41         |             |             |
|                | Jérôme Godde             | ECO            | 77           | 2,29         |             |             |
|                |                          |                |              |              |             |             |
| Inscrits       | Inscrits                 | Inscrits       | 5 880        | 100,00       | 5 880       | 100,00      |
| Abstention     | Abstention               | Abstention     | 2 399        | 40,80        | 2 118       | 36,02       |
| Votants        | Votants                  | Votants        | 3 481        | 59,20        | 3 762       | 63,98       |
| Blancs et nuls | Blancs et nuls           | Blancs et nuls | 123          | 3,53         | 93          | 2,47        |
| Exprimés       | Exprimés                 | Exprimés       | 3 358        | 96,47        | 3 669       | 97,53       |

*sortant

### Canton d'Ervy-le-Châtel
| Candidats      | Candidats            | Étiquette      | Premier tour | Premier tour | Second tour | Second tour |
| Candidats      | Candidats            | Étiquette      | Voix         | %            | Voix        | %           |
| -------------- | -------------------- | -------------- | ------------ | ------------ | ----------- | ----------- |
|                | Franck Simard*       | UMP            | 734          | 26,47        | 997         | 34,85       |
|                | Jean-Pierre Fresnais | UDF            | 527          | 19,00        | 691         | 24,15       |
|                | André Villalonga     | PS             | 450          | 16,23        | 758         | 26,49       |
|                | Jean-Louis Caillet   | DVD            | 434          | 15,65        | 415         | 14,51       |
|                | Frédéric Larfa       | FN             | 410          | 14,79        |             |             |
|                | Chantal Gervais      | PCF            | 145          | 5,23         |             |             |
|                | Denis Derenne        | EXG            | 73           | 2,63         |             |             |
|                |                      |                |              |              |             |             |
| Inscrits       | Inscrits             | Inscrits       | 4 118        | 100,00       | 4 118       | 100,00      |
| Abstention     | Abstention           | Abstention     | 1 268        | 30,79        | 1 141       | 27,71       |
| Votants        | Votants              | Votants        | 2 850        | 69,21        | 2 977       | 72,29       |
| Blancs et nuls | Blancs et nuls       | Blancs et nuls | 77           | 2,70         | 116         | 3,90        |
| Exprimés       | Exprimés             | Exprimés       | 2 773        | 97,30        | 2 861       | 96,10       |

*sortant

### Canton d'Estissac
| Candidats      | Candidats              | Étiquette      | Premier tour | Premier tour | Second tour | Second tour |
| Candidats      | Candidats              | Étiquette      | Voix         | %            | Voix        | %           |
| -------------- | ---------------------- | -------------- | ------------ | ------------ | ----------- | ----------- |
|                | Didier Leprince        | DVD            | 984          | 35,91        | 1 584       | 59,46       |
|                | Lucien Bonenfant*      | UMP            | 725          | 26,46        | 1 080       | 40,54       |
|                | Jean-Claude Nayrac     | PS             | 388          | 14,16        |             |             |
|                | Édith Rua              | FN             | 342          | 12,48        |             |             |
|                | Hervé Murgier          | Verts          | 184          | 6,72         |             |             |
|                | Marc Travert           | PCF            | 76           | 2,77         |             |             |
|                | Noureddine Fassi Fehri | EXG            | 41           | 1,50         |             |             |
|                |                        |                |              |              |             |             |
| Inscrits       | Inscrits               | Inscrits       | 4 156        | 100,00       | 4 156       | 100,00      |
| Abstention     | Abstention             | Abstention     | 1 347        | 32,41        | 1 216       | 29,26       |
| Votants        | Votants                | Votants        | 2 809        | 67,59        | 2 940       | 70,74       |
| Blancs et nuls | Blancs et nuls         | Blancs et nuls | 69           | 2,46         | 276         | 9,39        |
| Exprimés       | Exprimés               | Exprimés       | 2 740        | 97,54        | 2 664       | 90,61       |

*sortant

### Canton de Marcilly-le-Hayer
| Candidats      | Candidats            | Étiquette      | Premier tour | Premier tour |
| Candidats      | Candidats            | Étiquette      | Voix         | %            |
| -------------- | -------------------- | -------------- | ------------ | ------------ |
|                | Nicolas Juillet*     | DVD            | 1 791        | 57,70        |
|                | Jean-Michel Leveille | FN             | 636          | 20,49        |
|                | Fanny Lambert        | PCF            | 462          | 14,88        |
|                | Chantal Boucolon     | EXG            | 215          | 6,93         |
|                |                      |                |              |              |
| Inscrits       | Inscrits             | Inscrits       | 4 880        | 100,00       |
| Abstention     | Abstention           | Abstention     | 1 631        | 33,42        |
| Votants        | Votants              | Votants        | 3 249        | 66,58        |
| Blancs et nuls | Blancs et nuls       | Blancs et nuls | 145          | 4,46         |
| Exprimés       | Exprimés             | Exprimés       | 3 104        | 95,54        |

*sortant

### Canton de Mussy-sur-Seine
| Candidats      | Candidats       | Étiquette      | Premier tour | Premier tour | Second tour | Second tour |
| Candidats      | Candidats       | Étiquette      | Voix         | %            | Voix        | %           |
| -------------- | --------------- | -------------- | ------------ | ------------ | ----------- | ----------- |
|                | Alain Deroin*   | UDF            | 601          | 36,36        | 965         | 58,17       |
|                | Jean Barelle    | PS             | 365          | 22,08        | 694         | 41,83       |
|                | André Calani    | UMP            | 338          | 20,45        | Retrait     | Retrait     |
|                | Gilles Fevre    | FN             | 250          | 15,12        |             |             |
|                | Joseph Seghetto | PCF            | 71           | 4,30         |             |             |
|                | Samuel Linat    | EXG            | 28           | 1,69         |             |             |
|                |                 |                |              |              |             |             |
| Inscrits       | Inscrits        | Inscrits       | 2 572        | 100,00       | 2 571       | 100,00      |
| Abstention     | Abstention      | Abstention     | 819          | 31,84        | 768         | 29,87       |
| Votants        | Votants         | Votants        | 1 753        | 68,16        | 1 803       | 70,13       |
| Blancs et nuls | Blancs et nuls  | Blancs et nuls | 100          | 5,70         | 144         | 7,99        |
| Exprimés       | Exprimés        | Exprimés       | 1 653        | 94,30        | 1 659       | 92,01       |

*sortant

### Canton de Nogent-sur-Seine
| Candidats      | Candidats          | Étiquette      | Premier tour | Premier tour | Second tour | Second tour |
| Candidats      | Candidats          | Étiquette      | Voix         | %            | Voix        | %           |
| -------------- | ------------------ | -------------- | ------------ | ------------ | ----------- | ----------- |
|                | Gérard Ancelin*    | DVD            | 1 899        | 45,37        | 2 723       | 66,64       |
|                | Lionel Soldavini   | FN             | 1 039        | 24,82        | 1 363       | 33,36       |
|                | Pierre Ter-Davtian | PS             | 655          | 15,65        |             |             |
|                | Laurent Levasseur  | PCF            | 442          | 10,56        |             |             |
|                | Patrick Larche     | EXG            | 151          | 3,61         |             |             |
|                |                    |                |              |              |             |             |
| Inscrits       | Inscrits           | Inscrits       | 7 101        | 100,00       | 7 103       | 100,00      |
| Abstention     | Abstention         | Abstention     | 2 730        | 38,45        | 2 576       | 36,27       |
| Votants        | Votants            | Votants        | 4 371        | 61,55        | 4 527       | 63,73       |
| Blancs et nuls | Blancs et nuls     | Blancs et nuls | 185          | 4,23         | 441         | 9,74        |
| Exprimés       | Exprimés           | Exprimés       | 4 186        | 95,77        | 4 086       | 90,26       |

*sortant

### Canton de Ramerupt
| Candidats      | Candidats         | Étiquette      | Premier tour | Premier tour | Second tour | Second tour |
| Candidats      | Candidats         | Étiquette      | Voix         | %            | Voix        | %           |
| -------------- | ----------------- | -------------- | ------------ | ------------ | ----------- | ----------- |
|                | Gérard Beaurieux* | DVD            | 803          | 39,60        | 1 250       | 62,78       |
|                | Patrick Maufroy   | DVD            | 403          | 19,87        | 739         | 37,12       |
|                | Guy Boncorps      | DVD            | 331          | 16,32        | 2           | 0,10        |
|                | Guy Bernier       | DVD            | 230          | 11,34        |             |             |
|                | Roger Bovinet     | FN             | 164          | 8,09         |             |             |
|                | Philippe Vagner   | PCF            | 66           | 3,25         |             |             |
|                | Dominique Gay     | EXG            | 31           | 1,53         |             |             |
|                |                   |                |              |              |             |             |
| Inscrits       | Inscrits          | Inscrits       | 2 792        | 100,00       | 2 792       | 100,00      |
| Abstention     | Abstention        | Abstention     | 684          | 25,50        | 674         | 24,14       |
| Votants        | Votants           | Votants        | 2 108        | 75,50        | 2 118       | 75,86       |
| Blancs et nuls | Blancs et nuls    | Blancs et nuls | 80           | 3,80         | 127         | 6,00        |
| Exprimés       | Exprimés          | Exprimés       | 2 028        | 96,20        | 1 991       | 94,00       |

*sortant

### Canton de Soulaines-Dhuys
| Candidats      | Candidats         | Étiquette      | Premier tour | Premier tour |
| Candidats      | Candidats         | Étiquette      | Voix         | %            |
| -------------- | ----------------- | -------------- | ------------ | ------------ |
|                | Michel Roche*     | DVD            | 714          | 54,97        |
|                | Frantz Pernet     | FN             | 282          | 21,71        |
|                | Francis Pointeaux | PS             | 175          | 13,47        |
|                | Gérald Transler   | PCF            | 84           | 6,47         |
|                | Andre Toussaint   | EXG            | 44           | 3,39         |
|                |                   |                |              |              |
| Inscrits       | Inscrits          | Inscrits       | 2 165        | 100,00       |
| Abstention     | Abstention        | Abstention     | 749          | 34,60        |
| Votants        | Votants           | Votants        | 1 416        | 65,40        |
| Blancs et nuls | Blancs et nuls    | Blancs et nuls | 117          | 8,26         |
| Exprimés       | Exprimés          | Exprimés       | 1 299        | 91,74        |

*sortant

### Canton de Troyes-2
| Candidats      | Candidats         | Étiquette      | Premier tour | Premier tour | Second tour | Second tour |
| Candidats      | Candidats         | Étiquette      | Voix         | %            | Voix        | %           |
| -------------- | ----------------- | -------------- | ------------ | ------------ | ----------- | ----------- |
|                | Claude Bertrand*  | UMP            | 1 681        | 29,64        | 2 554       | 42,31       |
|                | William Handel    | PS             | 1 107        | 19,52        | 2 277       | 37,72       |
|                | Bruno Subtil      | FN             | 1 080        | 19,04        | 1 205       | 19,96       |
|                | Pascal Landreat   | UDF            | 1 043        | 18,39        | Retrait     | Retrait     |
|                | Dominique Deharbe | Verts          | 282          | 4,97         |             |             |
|                | Monique Bonhomme  | EXG            | 202          | 3,56         |             |             |
|                | Marcel Renaud     | PCF            | 202          | 3,56         |             |             |
|                | Jacky Pierre      | ECO            | 74           | 1,30         |             |             |
|                |                   |                |              |              |             |             |
| Inscrits       | Inscrits          | Inscrits       | 9 836        | 100,00       | 9 836       | 100,00      |
| Abstention     | Abstention        | Abstention     | 4 021        | 40,88        | 3 651       | 37,12       |
| Votants        | Votants           | Votants        | 5 815        | 59,12        | 6 185       | 62,88       |
| Blancs et nuls | Blancs et nuls    | Blancs et nuls | 144          | 2,48         | 149         | 2,41        |
| Exprimés       | Exprimés          | Exprimés       | 5 671        | 97,52        | 6 036       | 97,59       |

*sortant

### Canton de Troyes-3
| Candidats      | Candidats           | Étiquette      | Premier tour | Premier tour | Second tour | Second tour |
| Candidats      | Candidats           | Étiquette      | Voix         | %            | Voix        | %           |
| -------------- | ------------------- | -------------- | ------------ | ------------ | ----------- | ----------- |
|                | Élisabeth Philippon | UMP            | 1 005        | 23,78        | 2 382       | 55,67       |
|                | Jaïm Myara          | PS             | 934          | 22,10        | 1 897       | 44,33       |
|                | Martine Lefranc     | FN             | 718          | 16,99        |             |             |
|                | Valéry Denis        | UDF            | 666          | 15,76        |             |             |
|                | Philippe de Faup    | DVD            | 366          | 8,66         |             |             |
|                | Maurice Bernardie   | ECO            | 165          | 3,90         |             |             |
|                | Yves Leonet         | PCF            | 152          | 3,60         |             |             |
|                | Jean-Luc Delinotte  | EXG            | 147          | 3,48         |             |             |
|                | Joël Sohier         | EXG            | 73           | 1,73         |             |             |
|                |                     |                |              |              |             |             |
| Inscrits       | Inscrits            | Inscrits       | 8 388        | 100,00       | 8 388       | 100,00      |
| Abstention     | Abstention          | Abstention     | 4 043        | 48,20        | 3 787       | 45,15       |
| Votants        | Votants             | Votants        | 4 345        | 51,80        | 4 601       | 54,85       |
| Blancs et nuls | Blancs et nuls      | Blancs et nuls | 119          | 2,74         | 322         | 7,00        |
| Exprimés       | Exprimés            | Exprimés       | 4 226        | 97,26        | 4 279       | 93,00       |

### Canton de Troyes-5
| Candidats      | Candidats         | Étiquette      | Premier tour | Premier tour | Second tour | Second tour |
| Candidats      | Candidats         | Étiquette      | Voix         | %            | Voix        | %           |
| -------------- | ----------------- | -------------- | ------------ | ------------ | ----------- | ----------- |
|                | Sibylle Bertail   | UMP            | 804          | 29,44        | 1 441       | 51,35       |
|                | Albert Danilo*    | PS             | 766          | 28,05        | 1 365       | 48,65       |
|                | Marc Malarmey     | FN             | 458          | 16,77        |             |             |
|                | José Goncalves    | UDF            | 359          | 13,15        |             |             |
|                | Anna Zajac        | PCF            | 124          | 4,54         |             |             |
|                | Yves Raverdy      | ECO            | 115          | 4,21         |             |             |
|                | Pascal Andrieux   | EXG            | 72           | 2,64         |             |             |
|                | Christian Bernaud | EXG            | 33           | 1,21         |             |             |
|                |                   |                |              |              |             |             |
| Inscrits       | Inscrits          | Inscrits       | 5 516        | 100,00       | 5 516       | 100,00      |
| Abstention     | Abstention        | Abstention     | 2 727        | 49,44        | 2 541       | 46,07       |
| Votants        | Votants           | Votants        | 2 789        | 50,56        | 2 975       | 53,93       |
| Blancs et nuls | Blancs et nuls    | Blancs et nuls | 58           | 2,08         | 169         | 5,68        |
| Exprimés       | Exprimés          | Exprimés       | 2 731        | 97,92        | 2 806       | 94,32       |

*sortant

### Canton de Troyes-7
| Candidats      | Candidats            | Étiquette      | Premier tour | Premier tour | Second tour | Second tour |
| Candidats      | Candidats            | Étiquette      | Voix         | %            | Voix        | %           |
| -------------- | -------------------- | -------------- | ------------ | ------------ | ----------- | ----------- |
|                | Jacques Rigaud       | UMP            | 2 095        | 36,11        | 3 105       | 51,66       |
|                | Jean-Pierre Cherain  | PS             | 1 712        | 29,51        | 2 906       | 48,34       |
|                | Jean-Pierre Constant | FN             | 1 011        | 17,43        |             |             |
|                | Didier Quacchia      | DVD            | 411          | 7,08         |             |             |
|                | Annie Cousin         | EXG            | 244          | 4,21         |             |             |
|                | Anne Baicry          | ECO            | 225          | 3,88         |             |             |
|                | Martine Degois       | EXG            | 104          | 1,79         |             |             |
|                |                      |                |              |              |             |             |
| Inscrits       | Inscrits             | Inscrits       | 10 210       | 100,00       | 10 211      | 100,00      |
| Abstention     | Abstention           | Abstention     | 4 220        | 41,33        | 3 883       | 38,03       |
| Votants        | Votants              | Votants        | 5 990        | 58,67        | 6 328       | 61,97       |
| Blancs et nuls | Blancs et nuls       | Blancs et nuls | 188          | 3,14         | 317         | 5,01        |
| Exprimés       | Exprimés             | Exprimés       | 5 802        | 96,86        | 6 011       | 94,99       |

### Canton de Villenauxe-la-Grande
| Candidats      | Candidats             | Étiquette      | Premier tour | Premier tour | Second tour | Second tour |
| Candidats      | Candidats             | Étiquette      | Voix         | %            | Voix        | %           |
| -------------- | --------------------- | -------------- | ------------ | ------------ | ----------- | ----------- |
|                | Christophe Dham       | DVD            | 523          | 30,01        | 905         | 51,48       |
|                | Jean-Michel Chevrier* | PS             | 399          | 22,89        | 552         | 31,40       |
|                | Jean-Claude Terrillon | DVD            | 376          | 21,57        | Retrait     | Retrait     |
|                | Gilbert Abt           | FN             | 294          | 16,87        | 301         | 17,12       |
|                | Claude Kerroch        | PCF            | 95           | 5,45         |             |             |
|                | Louisette Froidefond  | EXG            | 56           | 3,21         |             |             |
|                |                       |                |              |              |             |             |
| Inscrits       | Inscrits              | Inscrits       | 2 757        | 100,00       | 2 757       | 100,00      |
| Abstention     | Abstention            | Abstention     | 948          | 34,39        | 899         | 32,61       |
| Votants        | Votants               | Votants        | 1 809        | 65,61        | 1 858       | 67,39       |
| Blancs et nuls | Blancs et nuls        | Blancs et nuls | 66           | 3,65         | 100         | 5,38        |
| Exprimés       | Exprimés              | Exprimés       | 1 743        | 96,35        | 1 758       | 94,62       |

*sortant

### Canton de Romilly-sur-Seine-2
| Candidats      | Candidats           | Étiquette      | Premier tour | Premier tour | Second tour | Second tour |
| Candidats      | Candidats           | Étiquette      | Voix         | %            | Voix        | %           |
| -------------- | ------------------- | -------------- | ------------ | ------------ | ----------- | ----------- |
|                | Joël Triche*        | PCF            | 1 122        | 29,33        | 2 159       | 54,55       |
|                | Sarah Auzols        | DVG            | 710          | 18,56        | 1 799       | 45,45       |
|                | Alexandra Petrequin | UMP            | 683          | 17,86        |             |             |
|                | Albert Toniolo      | FN             | 645          | 16,86        |             |             |
|                | Véronique Richomme  | PS             | 478          | 12,50        |             |             |
|                | Pascal Brun         | ECO            | 98           | 2,56         |             |             |
|                | Deolinda Cardoso    | EXG            | 89           | 2,33         |             |             |
|                |                     |                |              |              |             |             |
| Inscrits       | Inscrits            | Inscrits       | 6 896        | 100,00       | 6 896       | 100,00      |
| Abstention     | Abstention          | Abstention     | 2 959        | 42,91        | 2 627       | 38,09       |
| Votants        | Votants             | Votants        | 3 937        | 57,09        | 4 269       | 61,91       |
| Blancs et nuls | Blancs et nuls      | Blancs et nuls | 112          | 2,84         | 311         | 7,29        |
| Exprimés       | Exprimés            | Exprimés       | 3 825        | 97,16        | 3 958       | 92,71       |

*sortant